# Johann Stuchs
Johann Stuchs (oder Stüchs) war ein deutscher Buchdrucker im 16. Jahrhundert.
Er ist von 1513 bis 1525 als Buchdrucker in Nürnberger Dokumenten verzeichnet, 1532 erscheint sein Name nochmals, danach betrieb er Buchhandel.
In seinem Verlagsprogramm tauchen zahlreiche Schriften der Humanisten auf, vor allem stellte er sich in den Dienst der Reformationsbewegung. Er hat beispielsweise 1522 Martin Luthers Predigt Vom Eelichen leben. gedruckt. Wie auch bei seinem Wittenberger Drucker Grunenberg, war Luther allerdings unzufrieden mit der Qualität von Stuchs Drucken.

## Einzelbelege
1. ↑  Reformatorische Flug- und Streitschriften 1521-1523 (Memento vom 26. Januar 2008 im Internet Archive)